# Ненуженко, Анатолий Максимович
Анатолий Максимович Ненуженко (23 декабря 1940, Ветренно-Телеутское, Каменский район, Алтайский край — 12 мая 2009, Ветренно-Телеутское, Алтайский край) — советский хозяйственный, государственный и политический деятель, Герой Социалистического Труда.

## Биография
Родился в 1940 году в селе Ветренно-Телеутское. Член КПСС.
С 1959 года — на хозяйственной, общественной и политической работе. В 1959—2006 гг. — плугарь, штурвальный на прицепном комбайне, тракторист, комбайнер колхоза им. XX партсъезда Каменского района Алтайского края, директор фермерского хозяйства.
Указом Президиума Верховного Совета СССР от 13 декабря 1972 года присвоено звание Героя Социалистического Труда с вручением ордена Ленина и золотой медали «Серп и Молот».
Избирался депутатом Верховного Совета РСФСР 9-го созыва.
Умер в Ветренно-Телеутском в 2009 году.